# هوانوردان توسکگی
هوانوردان توسکگی (انگلیسی: Tuskegee Airmen) گروهی از خلبانان نظامی عمدتاً آفریقایی آمریکایی (جنگنده و بمب افکن) و هوانیروز بودند که در جنگ جهانی دوم جنگیدند. آنها گروه عملیات اعزامی ۳۳۲ و گروه بمباران ۴۷۷ نیروی هوایی ارتش ایالات متحده را تشکیل می‌دادند.